# Guengat
Guengat är en kommun i departementet Finistère i regionen Bretagne i västra Frankrike. Kommunen ligger i kantonen Douarnenez som tillhör arrondissementet Quimper. År 2022 hade Guengat 1 836 invånare.

## Befolkningsutveckling
Antalet invånare i kommunen Guengat
Referens:INSEE